# Bomolocha pacatalis
Bomolocha pacatalis là một loài bướm đêm trong họ Noctuidae.